# Francesco Monti (Bolonha)
Francesco Monti Bendini (Bolonha, 1685 – Bréscia, 14 de abril de 1768) foi um pintor italiano do período final do Barroco.

## Biografia
Nascido na Bolonha, ele estudou arte, por três anos, com Sigismondo Caula em Módena, e, em seguida, a partir de 1701 com Giovanni Gioseffo, em Bolonha. Seu estilo neo-maneirista  foi influenciado por Donato Creti, Giuseppe Crespi, e Parmigianino. Foi um prolífico pintor, trabalhou em óleo e afresco.
O seu primeiro trabalho conhecido, datada de 1713, é um Pentecostes para a Basílica de San Prospero em Régio da Emília.?
Outros trabalhos iniciais incluem um Estupro da Sabines para Contagem de Ranuzzi e um Triunfo de Mardoqueu para o tribunal de Turim. Todo esse tempo, ele foi contratado, junto com outros pintores, para fornecer decorações para o Duque de Richmond, no Palácio Goodwood .Ele também formou comissões para um grande número de igrejas na Bolonha. Dentro de alguns anos, ele foi admitido na prestigiada Academia Clementina.
Em 1738, ele se mudou para a Bréscia, onde pintou afrescos sobre a abóbada da igreja de Santa Maria della Pace. Ele recebeu outras comissões regionais de igrejas em San Zeno, Capo di Ponte, Chiari, Sale Marasino, e em outros lugares. A partir de 1740 em diante, ele também foi ativo na área de Cremona. Entre seus alunos estavam Gaetano Sabadini, sua filha Eleonora Monti, e o padre Antonio Montelatici.